# لامين ساكو
لامين ساكو (بالفرنسية: Lamine Sakho)‏ هو لاعب كرة قدم فرنسي وسنغالي في مركز الوسط، ولد في 28 سبتمبر 1977 في لوغا ‏ في السنغال. شارك مع منتخب السنغال لكرة القدم. أما مع النوادي، فقد لعب مع أولمبيك مارسيليا وليدز يونايتد ونادي ريكسهام ونادي سانت إتيان ونادي لانس ونادي مونبلييه ونيم أولمبيك.

## وصلات خارجية
- لامين ساكو على موقع رابطة كرة القدم الفرنسية للمحترفين (الإنجليزية)
- لامين ساكو على موقع قاعدة بيانات كرة القدم.إي يو (الإنجليزية)
- لامين ساكو على موقع ليكيب (الفرنسية)
- لامين ساكو على موقع ناشيونال فوتبول تيمز (الإنجليزية)
- لامين ساكو على موقع Soccerbase.com (لاعب) (الإنجليزية)
- لامين ساكو على موقع Soccerway.com (الإنجليزية)
- لامين ساكو على موقع عالم كرة القدم.نت (الإنجليزية)